# Ахваз (родовище)
Ахваз — нафтове родовище в Ірані у місті Ахваз. Одне з найбільших у світі.

## Історія
Відкрите в 1958 р.

## Характеристика
Запаси нафти 1215 млн т, газу — 311 млрд м3. Пов'язане з асиметричною антиклінальною складкою розміром 75х6 км. Продуктивні пісковики світи асмарі та вапняки світи бангестан на глибинах 1560-3100 м. Колектор гранулярний. Проникність 5000-8000 мД. Пластове склепінчасте залягання має газову шапку. Густина нафти — 863 кг/м3. S — 1,5 %.

## Технологія розробки
Експлуатуються бл. 70 свердловин.